# Charles Dixon
Charles Percy Dixon, conegut com a Charles Dixon (Grantham, Lincolnshire, Regne Unit, 7 de febrer de 1873 − Londres, 7 d'abril de 1939) fou un tennista anglès, quatre vegades medallista olímpic i guanyador de la Copa Davis.

## Biografia
L'any 1897 es va casar amb Louise Robinson i es van traslladar a West Norwood, lloc on va viure fins a la seva mort el 1939.

## Carrera esportiva
Al llarg de la seva carrera practicà els esports de rackets, esgrima, i golf, si bé destacà especialment en tennis. Va participar en l'equip britànic de la Copa Davis de tennis des de l'any 1909, ajudant a aconseguir la victòria britànica en l'edició de 1912.
Aconseguí guanyar el Torneig de Wimbledon en la categoria de dobles, fent parella amb Herbert Roper-Barrett, en les edicions de 1912 i 1913, a més de ser finalista en la de 1914. L'any 1912 aconseguí també la victòria en l'Open d'Austràlia en la categoria de dobles al costat de James Cecil Parke.
Va participar, als 35 anys, en els Jocs Olímpics d'Estiu de 1908 celebrats a Londres (Regne Unit), on aconseguí guanyar la medalla de bronze en la prova de dobles fent parella amb Clement Cazalet. En aquest mateix torneig finalitzà cinquè en la prova masculina individual. En els Jocs Olímpics d'Estiu de 1912 celebrats a Estocolm (Suècia) aconseguí guanyar tres medalles olímpiques: la medalla d'or en la prova mixta de dobles interior fent parella amb Edith Hannam, la medalla de plata en la prova individual masculina interior, i la medalla de bronze en la prova de dobles interior fent parella amb Alfred Beamish.

## Torneigs de Grand Slam

### Dobles: 4 (3−1)
| Resultat  | Núm. | Any  | Torneig                                            | Parella               | Oponents                           | Resultat           |
| --------- | ---- | ---- | -------------------------------------------------- | --------------------- | ---------------------------------- | ------------------ |
| Guanyador | 1.   | 1912 | Australasian Championships, Hastings, Nova Zelanda | James Cecil Parke     | Alfred Beamish Gordon Lowe         | 6−4, 6−4, 6−2      |
| Guanyador | 2.   | 1912 | Wimbledon, Londres, Regne Unit                     | Herbert Roper-Barrett | Max Decugis André Gobert           | 3−6, 6−3, 6−4, 7−5 |
| Guanyador | 3.   | 1913 | Wimbledon (2)                                      | Herbert Roper-Barrett | Heinrich Kleinschroth Wilhelm Rahe | 6−2, 6−4, 4−6, 6−2 |
| Finalista | 1.   | 1914 | Wimbledon                                          | Herbert Roper-Barrett | Norman Brookes Anthony Wilding     | 6−1, 6−1, 5−7, 8−6 |

## Jocs Olímpics

### Individual
| Any  | Campionat                                  | Oponent      | Resultat      |
| ---- | ------------------------------------------ | ------------ | ------------- |
| 1912 | Jocs Olímpics, Estocolm, Suècia (interior) | André Gobert | 6−8, 4−6, 4−6 |

### Dobles
| Any  | Campionat                                  | Parella         | Oponents                    | Resultat                 |
| ---- | ------------------------------------------ | --------------- | --------------------------- | ------------------------ |
| 1908 | Jocs Olímpics, Londres, Regne Unit         | Clement Cazalet |                             |                          |
| 1912 | Jocs Olímpics, Estocolm, Suècia (interior) | Alfred Beamish  | Herbert Barrett Arthur Gore | 6−2, 0−6, 10−8, 2−6, 6−3 |

### Dobles mixtos
| Any  | Campionat                                  | Parella      | Oponents                        | Resultat      |
| ---- | ------------------------------------------ | ------------ | ------------------------------- | ------------- |
| 1912 | Jocs Olímpics, Estocolm, Suècia (interior) | Edith Hannam | Helen Aitchison Herbert Barrett | 4−6, 6−3, 6−2 |